# Walckenaeria digitata
Walckenaeria digitata là một loài nhện trong họ Linyphiidae.
Loài này thuộc chi Walckenaeria. Walckenaeria digitata được James Henry Emerton miêu tả năm 1913.